# Magyar Pre- és Perinatális Pszichológiai és Orvostudományi Társaság
A Magyar Pre- és Perinatális Pszichológiai és Orvostudományi Társaság (MPPPOT) a Pre- és Perinatális Pszichológia és Orvostudomány Nemzetközi Társasága (International Society for Pre- and Perinatal Medicine, ISPPM) magyar tagszervezeteként jött létre 1996-ban. Mottója: Tudományos Közösség az Egészséges Életkezdetért. Székhelye Budapest.

## Tevékenysége
Az MPPPOT a pre- és perinatális életidővel, a magzati élményekkel és kompetenciával, az anya magzati kommunikációval, a szülés körüli magzati és anyai élményekkel és a korai kötödéssel, valamint mindezek kognitív és affektív zavaraival foglalkozik. Hangsúlyt helyez a születés előtti fejlődés mélyebb megértésén alapuló terápiás módszerek továbbfejlesztésére. A Társaság holisztikus szemléletű és szakterületeket összekötő. Hiánypótló fórumot teremt mindazoknak (szülészek, gyermekorvosok, pszichológusok, pszichoterapeuták, szülésznők, védőnők, szociológusok stb.), akik tudományos igényű munkájuk során a meddőséggel, várandóssággal és a szülés körüli időszakkal foglalkoznak, kellő hangsúlyt helyezve a pszichés tényezők meghatározó szerepére is. Az alapkutatásra és az információk átadására, az eltérő szemlélettel és különböző helyeken, de lényegében azonos érdeklődési területen tevékenykedő szakemberek munkájának megismertetésére törekszik, és ezzel célja a megelőző szemlélet erősítésével az életminőség javítása.

### Az egészségügyben betöltött szerepei
- Az MPPPOT a Szoptatást Támogató Nemzeti Bizottság szavazati joggal rendelkező tagja, amely (a Bizottság) az egészségügyért felelős miniszter tanácsadó, javaslattevő, véleményező és döntés-előkészítő testülete.[1]
- Az MPPPOT az Emberi Erőforrások Minisztériuma (EMMI) és az Állami Egészségügyi Ellátó Központ (ÁEEK) által kiírt és megvalósulásra kerülő Családbarát Szülészet Pályázati Program – CSBSZ 2019 oktatóintézménye.[2]

### Országos pszichológiai és orvostudományi kongresszusok
- 1998, I. Országos Kongresszus: Várandósság, születés, gyermeknevelés a magyarországi kultúrákban.
- 1999, II. Országos Kongresszus: Kötődés és veszteség a pre- és perinatális életidőben
- 2000, III. Országos Kongresszus: A prevenció medicinális, pszichológiai és egészségfejlesztési aspektusai a magzat- és csecsemőkorban
- 2001, IV. Országos Kongresszus: Szülők – Szülés – Születés
- 2003, V. Országos Kongresszus: A szülési és születési élménysíkok jelentősége a szülészeti gyakorlatban. A jelen/lét értelme.
- 2004, VI. Országos Kongresszus: Termékenység – Megtermékenyítés – "Termék"
- 2006, VII. Országos Kongresszus: Metszéspontok
- 2007, VIII. Országos Kongresszus: Életkezdet árnyékban, fényben. Veszteségek és az öröm forrásai a perinatális időszakban.
- 2008, IX. Országos Kongresszus: Apák
- 2009, X. Országos Kongresszus: Perinatális tudományok 2009: elmélet, kutatás, gyakorlat. Korán érkezők.
- 2011, XI. Országos Kongresszus: Perinatális terápiák
- 2015, XII. Országos Kongresszus: Kapcsolatban lenni
- 2016, XIII. Országos Kongresszus: Méhen belüli élet – lehetőségek a kiteljesedésre innen és túl. Magzati programozás, vegetatív imprinting, primal health.
- 2017, XIV. Országos Kongresszus: Az életkezdet rendje / trendje. Termékenység, nehezítettség, asszisztált reprodukció és következményeik.
- 2018. február 23-24., XV. Országos Kongresszus: Hitek, tények, megismerés a gyermekágy évében[3]
- 2019. február 22-23., XVI. Országos Kongresszus: Pendülő húrok – emlékek, élmények rezonanciája a szülés születés terében[4]
- 2020. február 21-22., XVII. Országos Kongresszus: Étek – Vétek – Fogyasztás. Táplálkozás, táplálás és a reguláció nehezítettségei – a perinatális időszak jelentősége, lehetőségei és hosszú távú hatásai.[5]
- 2021. október 23-24., XVIII. Országos Kongresszus: A szexualitás íve – Férfi és női szexualitás fejlődése: elakadások és oldódások.[6]
- 2023. február 24-25., XIX. Országos Kongresszus: Kiégés és újrakezdés[7]
- 2024. február 23-24., XX. Országos Kongresszus: Fájni fog – A fájdalom menedzselése 2024-ben: vészjelzés-extázis-katarzis[8]

## A társaság alapítói
Az MPPPOT alapítói Dr. Hidas György és Dr. Raffai Jenő pszichoanalitikusok.

## A társaság elnökei
- Dr. Raffai Jenő (1996–2001)
- Dr. Bödecs Péter (2002–2022)
- Dr. Bálint Balázs (2022- jelenleg)

## Tagjai
Szülészorvosok, nőgyógyászok, neonatológusok, gyermekorvosok, pszichológusok, pszichoterapeuták, szülésznők, védőnők, szociológusok, pedagógusok, egyetemi oktatók és hallgatók, volt hallgatók, szakmájukban érintettek, illetve olyan érdeklődők, akik felvételüket kérik, a társaság szabályzatát magukra nézve elfogadják, és az éves tagdíjat befizetik.

## Együttműködések
2007-ben felsőoktatási szintű perinatális képzőhely jött létre az Eötvös Loránd Tudományegyetem keretein belül az ELTE Pedagógiai és Pszichológiai Kar Affektív Pszichológiai Intézeti Központban. A posztgraduális Perinatális Szaktanácsadó képzés négy szemesztert ölel fel.

## Elérhetőség
- Cím: 1037 Budapest, Kisbojtár utca 31 /12.
- Honlap: www.mpppot.hu

## Külső hivatkozások
- Magyar Pre- és Perinatális Pszichológiai és Orvostudományi Társaság honlapja
- Perinatális Szaktanácsadó képzés honlapja